# Afikpo Norte
Afikpo do Norte  é uma área de governo local localizada no estado de Ebonyi, no sudeste da Nigéria. A área tem sede na cidade de Afikpo e é composta por vilas e aldeias que incluem Itim, Unwana, Ozizza, Amasiri, Nkpoghoro e Ugwuegu.
Afikpo do Norte cobre uma área total de 240 km quadrados e tem os igbo como grupo étnico dominante. A sua população estimada é de 182.043 habitantes, sendo o cristianismo a principal afiliação religiosa, enquanto o igbo e o inglês são as línguas mais faladas. Seu código postal é 490.
Essa área de governo também possui uma rica herança cultural, com festivais proeminentes, como os festivais Ikeji e Ebu mbe realizados na área. Os lugares mais populares na área incluem as praias de Unwana e Ndibe, locais para relaxamento, canoagem e pesca desportiva.

## Geografia
A área de Afikpo do Norte cobre uma área total de 240 km quadrados, com humidade estimada em 74 por cento e temperatura média fixada em 27,5 graus centígrados.

## Economia
Afikpo do Norte é conhecida por sua extensa produção agrícola, com cultivos de inhame, mandioca e arroz em grandes quantidades. Além disso, o comércio prospera, com mercados como Eke e Nkwo, fornecendo verdadeiras plataformas para a troca de uma ampla gama de bens e serviços.